# Meeri Koutaniemi
Meeri Koutaniemi (Kuusamo, 1987) est une photographe photojournaliste finlandaise.

## Distinctions
- Visa pour l'image (2014)